# Ольшанська селищна територіальна громада
Ольшанська селищна територіальна громада — територіальна громада в Україні, у Миколаївському районі Миколаївської області. Адміністративний центр — смт Ольшанське.
Площа громади — 57,05 км², населення — 5920 мешканців (2018).
Утворена 25 серпня 2016 року шляхом об'єднання Ольшанської селищної ради та Трихатської сільської ради Миколаївського району.

## Населені пункти
До складу громади входять 2 селище (Ольшанське, Ясна Зоря) і 11 сіл: Андріївка, Ковалівка, Корчине, Новоандріївка, Новоюріївка, Сапетня, Суха Балка, Тернувате, Трихати, Шостакове, Ясна Поляна.